# Ada Kale

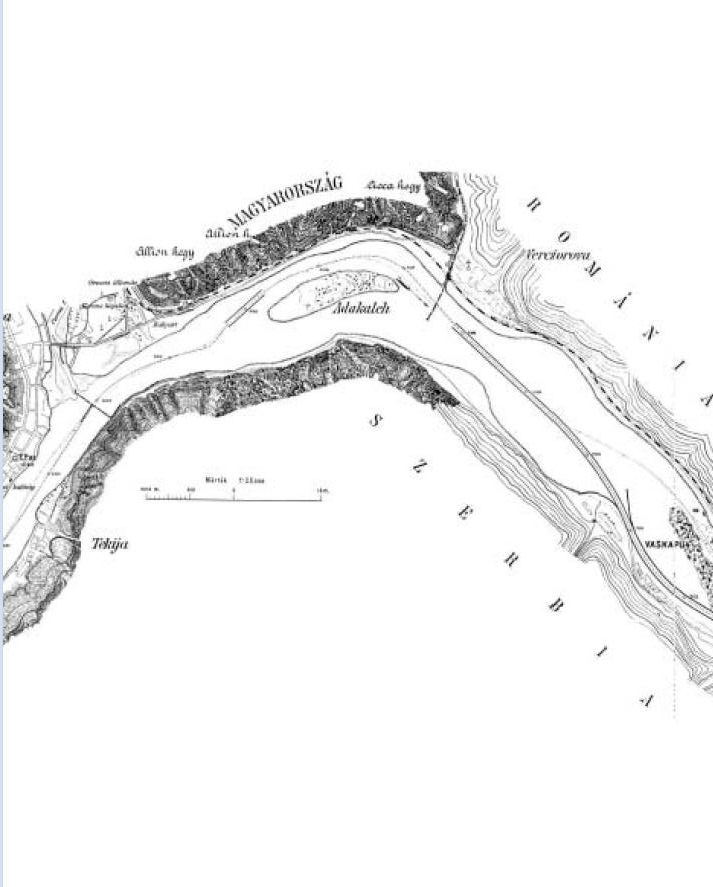
Ostrov Ada Kale na vojenské mapě v roce 1918.

Ada Kale (maďarsky Újorsova (Nová Oršava), nebo Ada Kaleh, srbsky a bulharsky Адакале, rumunsky Ada Kaleh) byl ostrov na řece Dunaji v soutěsce Železná vrata na hranici mezi dnešním Rumunskem a Srbskem. Ostrov měl na délku 1750 m a na šířku 450 m. Nacházel se přibližně 3 km po proudu řeky od města Oršava z rumunské strany a 221 km po proudu Dunaje od Bělehradu. V roce 1970 byl zaplaven řekou Dunaj po výstavbě hydroelektrárny.

## Název
Vzhledem k tomu, že ostrov byl vždy osídlen různorodou komunitou, která pocházela ze všech částí světa a hovořila různými jazyky, měnilo se i v průběhu let jméno ostrova v různých jazycích. Ostrov spravovali přes pět set let buď Rakušané, nebo Turci. Nejstarší název ostrova zněl Sa'an, nicméně jeho původ je neznámý. Podle rakouské pevnosti se jmenoval po nějakou dobu Carolina nebo Nová Oršava (obdobně v maďarštině Újorsova nebo v srbštině Нова Оршава/Nova Oršava). Turecký název ostrova zněl Ada-i-Kebir (Velký ostrov). Díky výstavbě velké rakouské pevnosti byl znám jako ostrovní pevnost, v turečtině Ada Kale. Tento název se poté rozšířil do řady dalších jazyků.

## Historický vývoj

### Střídání vlád
Malý ostrov byl umístěn na strategické pozici. Proto na něm již Římská říše nechala zbudovat hraniční pevnost. Koncem 80. let 17. století zde Rakousko, toho času vítězící nad Turky, vybudovalo moderní opevnění. Ovšem v r. 1690 se karta zase obrátila a ostrov s pevností obsadila Osmanská říše a držela jej do r. 1716. V letech 1716 -1738 jej drželo opět Rakousko (spolu se Srbskem). Poté ostrov zase získali Turci.
V roce 1804 došlo k prvnímu srbskému povstání, během něhož srbští vzbouřenci zajali nenáviděné, na ostrově ukryté dahije, tedy turecké správce centrálního srbského regionu Šumadija.
Roku 1849 pobýval na ostrově Lajos Kossuth během své cesty z Uherska do Istanbulu.

### Turecká exkláva
19. století se neslo ve znamení postupného úspěšného srbského osamostatňování od turecké nadvlády.

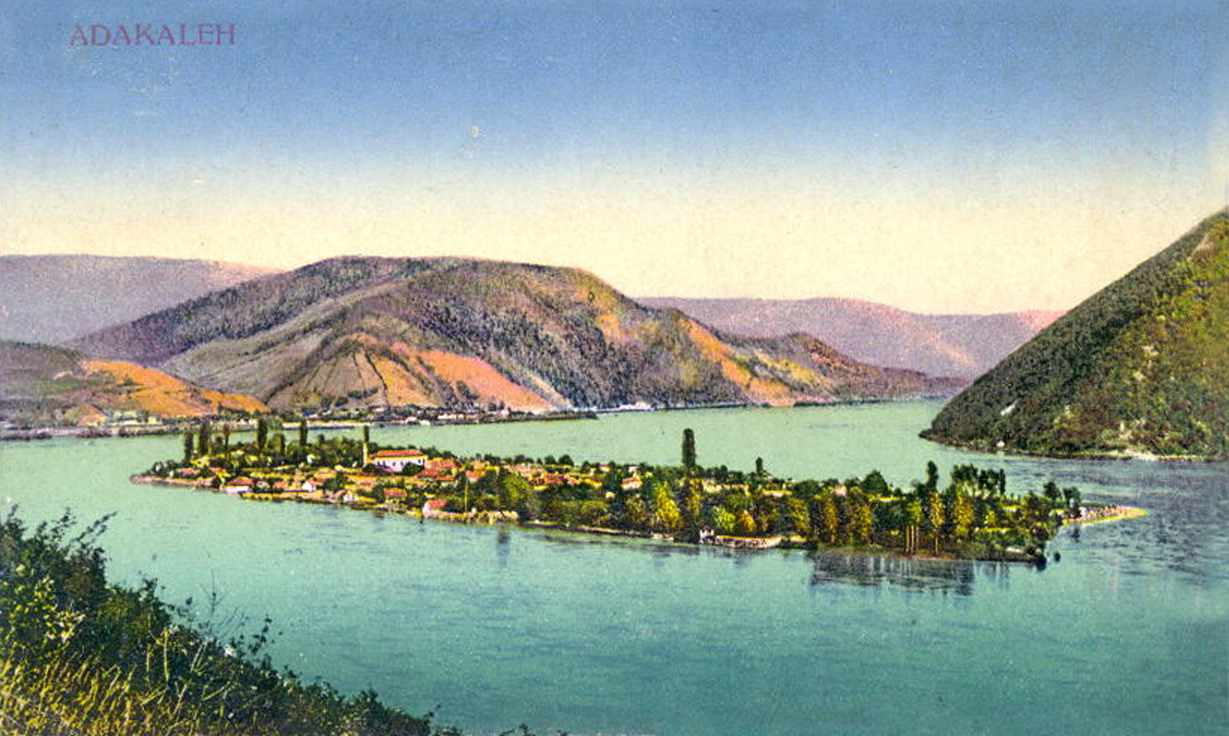
Pohled na ostrov v roce 1909.

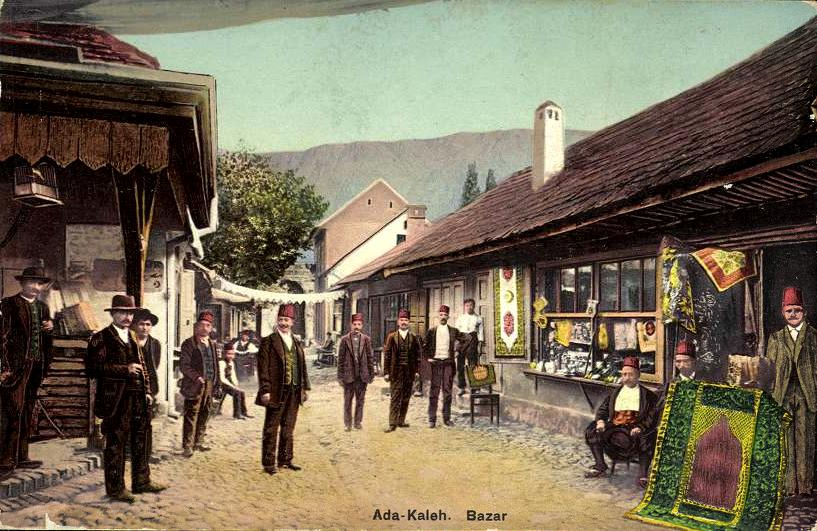
Turecký bazar v roce 1912.

V roce 1878 byla podepsána Berlínská smlouva, která potvrdila úplnou nezávislost Srbska, při tom však se na ostrov Ada Kale zapomnělo, takže ostrov zůstal i nadále v turecké správě. Strategicky umístěný ostrov mezi Rakousko-Uherskem a Srbskem měl pro Turecko samozřejmě význam a formálně zůstal turecký až do podepsání Lausannské smlouvy v roce 1923. Fakticky o něj však Turci přišli již o 10 let dříve, neboť jej roku 1913 obsadila rakousko-uherská vojska.
V letech 1878-1913 tedy na ostrově pokračovala osmanská správa tak, jako jinde na Balkánském poloostrově. Z Istanbulu byli jmenováni správci ostrova. Obyvatelstvo mělo status občanů Osmanského impéria; nemuselo však ani platit daně, ani sloužit v armádě. Na ostrově místní obyvatelstvo dokonce volilo ve všeobecných tureckých volbách v roce 1908. Ostrov měl zhruba kolem šesti set až tisíce stálých obyvatel, kteří se živili především rybolovem a obchodem s tabákem. Původ obyvatelstva byl různorodý, jako tomu ostatně v Osmanské říši bývalo; jednalo se o komunitu převážně turecko-rumunskou, kterou doplňovali ale i příslušníci řady dalších národů (Němců, Maďarů, Srbů, Albánců, Arabů...) V 20. století navštěvovali ostrov i početné skupiny turistů, dosahující až několika desítek tisíc. Vybudovány zde byly dvě továrny (zpracování tabáku a textilu) a roku 1903 zde místní obyvatelstvo vybudovalo i mešitu, jejíž ohromný koberec nechal zaplatit sám turecký sultán.
Součástí Rumunska
Po skončení první světové války připadl ostrov po volbě v místním referendu Rumunsku a roku 1931 jej navštívil rumunský král Karel II. Odchodem turecké správy však ztratilo místní obyvatelstvo řadu výhod, především výhodu neplatit žádné daně. Ostrov byl v té době turistickým rájem; unikátním městem, které fungovalo zcela mimo běžný kontext jihovýchodní Evropy první poloviny 20. století. Ostrov se například stal působištěm maďarského propagátora zdravé výživy, Bély Bicsérdyho, který zde vybudoval na krátkou dobu komunitu jemu oddaných, kteří se chtěli stravovat jím propagovaným způsobem. Nemálo stoupenců však principy syrové a zdravé výživy asi špatně pochopili neboť trpěli zdravotními problémy. To znamenalo nedlouho poté také i konec Bicsérdyho kultu.
V druhé polovině 20. století se stal ostrov problematickým místem z hlediska rumunské totalitní moci, neboť byl vhodným místem k uprchnutí z Rumunska přes Jugoslávii do západní Evropy. Proto rumunská vláda po druhé světové válce přístup na ostrov omezila. Nebylo dovoleno na něm zůstávat přes noc a po 8. hodině večerní nebyly v provozu trajekty z rumunské strany. Z ostrova Ada Kale byla vzdušná vzdálenost k rumunskému břehu 250 m, k jugoslávskému pak 750 m.

### Zaplavení ostrova

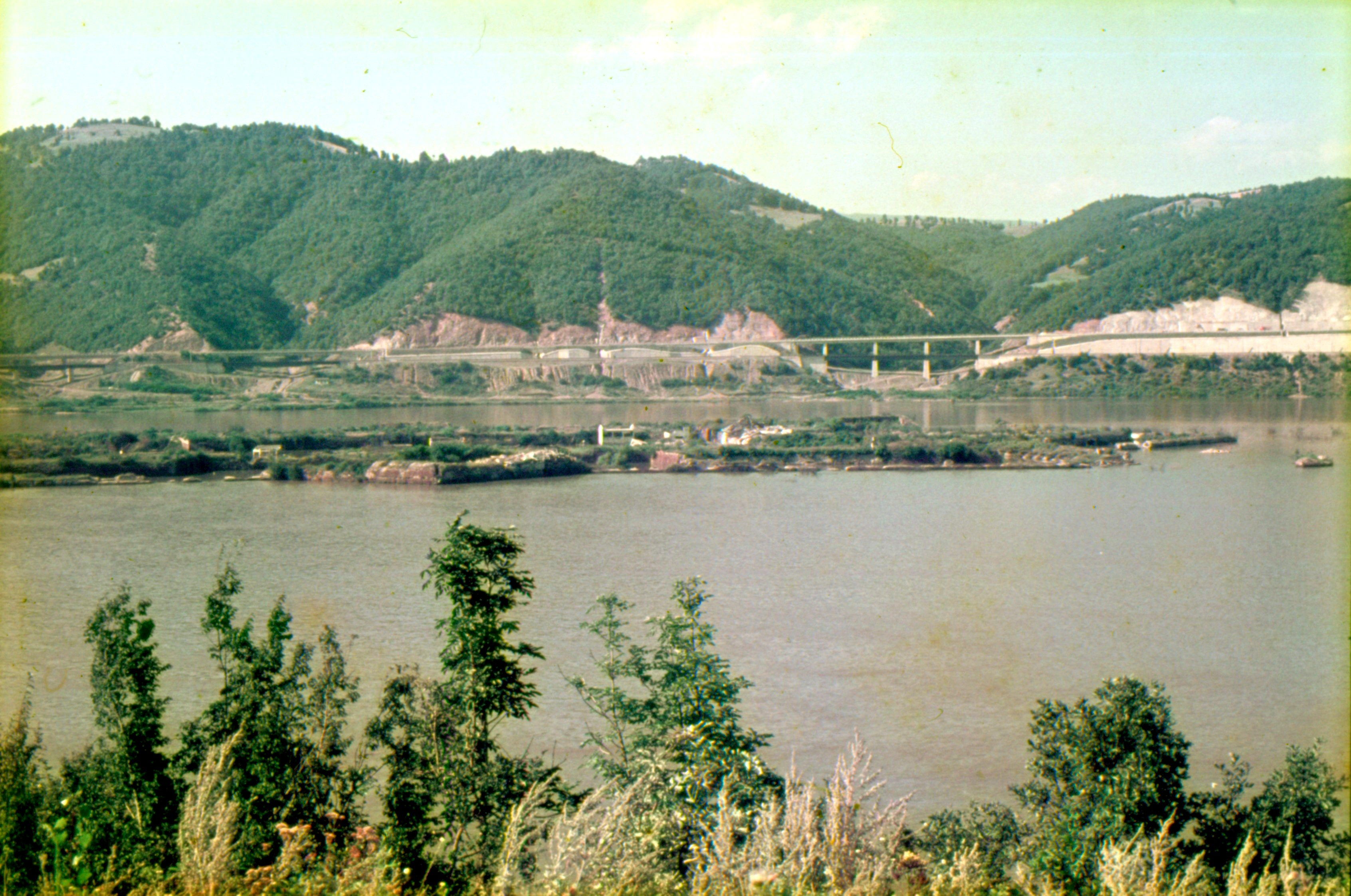
Zbořené město na ostrově během výstavby přehrady Železná vrata.

V roce 1964 byla mezi SFRJ a Rumunskem podepsána smlouva o výstavbě přehrady Železná vrata, která znamenala konec ostrova, neboť nová hydroelektrárna počítala s vzestupem hladiny Dunaje o 33 m. Proto byli obyvatelé ostrova přesídleni. Mohli si vybrat; buď odejít do Turecka, nebo do některých rumunských měst, či do Jugoslávie (Kladovo). Někteří rumunští Turci se přestěhovali do Dobrudže. Do roku 1968 tak byl ostrov kompletně vystěhován.
Původní pevnost byla rozebrána a zrekonstruována na nedalekém ostrově Şimian. Řadu dalších kulturních památek i předmětů získala různá rumunská muzea. Jedinou výjimkou byly hodiny místní mešity, které byly odvezeny do Jugoslávie. Původní domy byly poté srovnány se zemí, aby netvořily překážku pro říční dopravu.
Podle jednoho z obyvatel ostrova (jménem Engür Ahmet) vystupujícího v dokumentu Deutsche Welle z roku 2013, slíbily úřady vystěhovaným ostrovanům odškodnění, respektive nový domov na výše uvedeném ostrově Simian. Sliby však bohužel nedošly naplnění. Krom přestěhované pevnosti byly na Simian přestěhovány také hroby obyvatel; nikdo se však při tom nezabýval "podrobností", kam které ostatky patří ...

## Kultura
Ostrovem Ada Kale se nechal inspirovat také maďarský spisovatel Mor Jokai ve svém románu Zlatý muž (maďarsky Az Arany Ember) z roku 1872.[zdroj?]
Přesun rakouské pevnosti z ostrova byl zdokumentován v rumunském filmu Poslední léto, který byl natočen roku 1968.